# Amt Südwest-Rügen

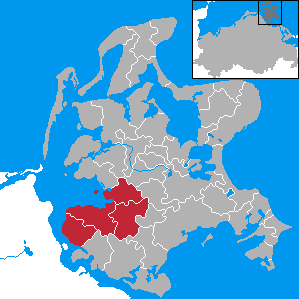
Amt Südwest-Rügen im Landkreis Rügen

Im ehemaligen Amt Südwest-Rügen im Landkreis Rügen in Mecklenburg-Vorpommern mit Sitz in der Gemeinde Samtens waren die vier Gemeinden Altefähr, Dreschvitz, Rambin und Samtens zur Erledigung ihrer Verwaltungsgeschäfte zusammengeschlossen.
Am 1. Januar 2005 gingen die Gemeinden des Amtes Südwest-Rügen zusammen mit dem ehemaligen Amt Gingst und der vormals amtsfreien Gemeinde Insel Hiddensee im neuen Amt West-Rügen auf.